# Mikołaj Dachów
Mikołaj Dachów (ur. 4 maja 1912 w Nowosielcach Kozickich, zm. 29 września 1971 w Szczecinie) – polski działacz ludowy, poseł na Sejm Ustawodawczy (1947–1952).

## Życiorys
W czasie II wojny światowej działał w latach 1943–1944 w partyzantce radzieckiej na Podkarpaciu. W latach 1944–1946 należał do Polskiej Partii Robotniczej (PPR) pełniąc jednocześnie funkcję gminnego sekretarza PPR w Wojtkowej. Od 1946 należał do Stronnictwa Ludowego (SL). W latach 1945–1956 był wójtem gminy Wojtkowa oraz w latach 1945–1948 prezesem Zarządu Powiatowego Związku Samopomocy Chłopskiej w Przemyślu. Był również prezesem Powiatowego Zarządu Stronnictwa Ludowego w Przemyślu, a następnie członkiem Prezydium Wojewódzkiego Zarządu SL w Rzeszowie i członkiem Rady Naczelnej SL. Od 1949 należał do Zjednoczonego Stronnictwa Ludowego (ZSL). W 1947 uzyskał mandat poselski na Sejm Ustawodawczy. W latach 1948–1949 piastował funkcję przewodniczącego Powiatowej Rady Narodowej w Przemyślu. W latach 1957–1962 był prezesem Wojewódzkiego Związku Kółek i Organizacji Rolniczych w Szczecinie.